# Magoo swim
magoo swim（マグースイム）は、日本のソウルバンド。

## メンバー
- 野戸久嗣（ボーカル・オルガン・ヴィブラフォン・カズー）
作詞での名義は、ゆかり美和。
SMAPの楽曲「Fly」を作詞作曲したことで知られる[1]。
解散後は音楽ユニットUhVanNoizを経て、シンガーソングライター、ボイストレーナーとして活動。
- 金森保奈（ボーカル・ハープ・カズー）
- 細野しんいち（ピアノ）
解散後はサニーデイ・サービスのサポートメンバーとして活動。
- 志村悟（ベース）
- 桜井慎一（パーカッション）
- 枝吉和雄（ドラムス）

## 概要・略歴
1994年、野戸が早稲田大学のサークル「ブリティッシュビート研究会」にボーカルとして加入したことが、magoo swimの母体となっている。
1996年12月、1stシングル「悲しみおくり手をふって」で東芝EMIからメジャー・デビュー。男女ツイン・ヴォーカルとキーボード2台、ギターレスというユニークな6人編成のバンドとして注目された。その後、メジャーレーベルを離れる2000年までに7枚のマキシシングルと4枚のアルバムをリリースしたが、2001年4月に解散。

## ディスコグラフィ

### 自主制作LP
- 惡い季節（1996年11月）

### 参加作品
| 発売日        | タイトル                      | 規格品番   | 曲順 | 楽曲             |
| ------------- | ----------------------------- | ---------- | ---- | ---------------- |
| 1996年1月19日 | INDEX THE INDIES MASTER VOL.1 | PCCA-00839 | M.5  | 栞雲に           |
| 1996年4月24日 | SOUP UP                       | TOCT-9441  | M.3  | かなしすぎて     |
| 1996年4月24日 | SOUP UP                       | TOCT-9441  | M.9  | パストピア       |
| 2001年6月1日  | Soy Cube Disc                 | SBCD-103   | M.4  | Dreamin'         |
| 2001年6月1日  | Soy Cube Disc                 | SBCD-103   | M.11 | Hi-Down〜vampin' |

## タイアップ一覧
| 使用年 | 曲名         | タイアップ                                                        |
| ------ | ------------ | ----------------------------------------------------------------- |
| 1998年 | いつのまにか | テレビ朝日系『ウィークエンドライブ 週刊地球TV』オープニングテーマ |
| 1999年 | 抱きしめたい | TBS系『ワンダフル』エンディングテーマ                             |

## ヘヴィー・ローテーション/パワープレイ

### ラジオ
| 放送年 | 曲名         | ラジオヘビーローテーション/パワープレイ |
| ------ | ------------ | --------------------------------------- |
| 1999年 | 抱きしめたい | FM-NIIGATA 1999年9月度パワープレイ      |